# 히폴리테 (DC 코믹스)
히폴리테(그리스어: Ἱππολύτη)는 DC 코믹스의 슈퍼히어로 캐릭터이다. 한국에서는 영어식 표기인 히폴리타(Hippolyta)로 통하며, 그리스 신화에 등장하는 동명의 아마존 여왕을 모티브로 삼았으며, 아마존의 여왕. 다이애나 프린스, 일명 원더우먼과 도나 트로이의 어머니이고, 안티오페의 언니이다. 1941년 12월 《올 스타 코믹스》 8호에 처음 등장했고, 윌리엄 몰턴 마스턴이 창작하였다.

## 담당 배우

### TV 드라마
- 원더우먼(1975-1979) - 클로리스 리치먼(파일럿), 캐럴린 존스, 비어트리스 스트레이트

### 영화
- 원더우먼(1974) - 샬린 홀트
- 원더우먼(2017) - 코니 닐센

## 담당 성우

### TV 애니메이션
- 저스티스 리그(2001) - 수전 설리번
- 배트맨 더 브레이브(2011) - 티피 헤드런
- 저스티스 리그 액션(2016) - 줄리앤 그로스먼

### 장편 애니메이션
- 원더우먼(2009) - 버지니아 매드슨